# Davide Visani
Davide Visani (Massa Lombarda, 15 settembre 1942 – 27 febbraio 1995) è stato un politico italiano.

## Biografia
Esponente del Partito Comunista Italiano, fu eletto consigliere regionale dell'Emilia-Romagna alle elezioni regionali del 1985 e poi a quelle del 1990
Successivamente alla svolta della Bolognina aderì Partito Democratico della Sinistra, nelle cui liste fu eletto alla Camera alle politiche del 1992, in cui ottenne 8.568 preferenze (circoscrizione Bologna-Ferrara-Ravenna-Forlì). In quel periodo fu Coordinatore della segreteria nazionale del PDS guidato da Achille Occhetto.
Venne rieletto con i Progressisti alle politiche del 1994, nel collegio di Ravenna-Lugo. Fa parte della segreteria nazionale del PDS anche sotto la guida di Massimo D'Alema.
Morì a 53 anni dopo una lunga malattia, da deputato in carica. Dopo la sua morte fu sostituito alla Camera dei Deputati da Elsa Signorino, a seguito di elezioni suppletive.